# Quatuor à cordes no 13 de Schubert
Rosamunde
Pour les articles homonymes, voir Quatuor à cordes no 13.

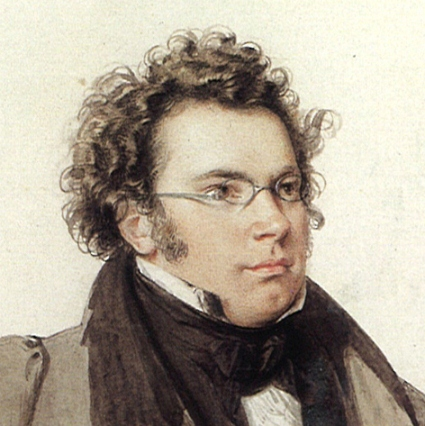
Franz Schubert

Le Quatuor à cordes no 13 en la mineur, D. 804 (op. 29) « Rosamunde », a été écrit par Franz Schubert en février-mars 1824 et est le treizième composé pour cette formation de chambre.
Il est quasi contemporain de son Quatuor en ré mineur « La Jeune fille et la mort » et postérieur d'un peu plus de 3 ans à son précédent essai, le Quartettsatz, laissé inachevé.
Il est le seul quatuor édité du vivant du musicien. Il a été dédié à Ignaz Schuppanzigh, premier violon du quatuor attitré de Beethoven.
Il a été créé par ce dernier le 14 mars 1824.
Il comporte quatre mouvements et son exécution dure environ trente minutes. 
Dans le premier mouvement, l'important accompagnement du début rappelle celui du lied « Marguerite au rouet » (Gretchen am Spinnrade) et sa mélancolie. Dans l'andante, Schubert se sert du thème de sa musique de scène Rosamunde (qui sera également repris dans son Troisième impromptu en Si bémol écrit trois ans plus tard). Le menuet est inspiré par l'air de son lied « Die Götter Griechenlands ».
- Allegro ma non troppo
- Andante
- Menuetto – Allegretto – Trio
- Allegro moderato

Ce quatuor est au cœur du roman Ame brisée d'Akira Mizubayashi (Gallimard, 2019).